# Estany de Banyoles
Der Estany de Banyoles (See von Banyoles) ist ein See im nordöstlichen Katalonien. Er ist bedeutsam als touristisches Ziel und als Wassersportzentrum.

## Geographie
Der See ist nach der Stadt Banyoles benannt, auf deren Gebiet er liegt. Er liegt in der Comarca Pla de l’Estany, Provinz Girona, Katalonien. Mit dem westlichen Ufer grenzt er noch an die Gemeinde Porqueres, am Fuße des Puig Clarà.
Der See ist etwa 2.100 Meter lang von Nord nach Süd und maximal 750 Meter breit. Er weist eine Fläche von 1,12 km² auf. Seine durchschnittliche Tiefe ist 15 Meter, und die tiefste Stelle misst 46,4 Meter. Der See liegt in einer Senke und ist damit abflusslos. Er hat eine Reihe kleiner Zuflüsse. Aufgrund seiner Schichtung ist der See ein meromiktisches Gewässer.

## Sehenswürdigkeiten
Am Westufer auf dem Gebiet der Gemeinde Porqueres liegt die romanische Kirche Santa Maria de Porqueres.

## Flora und Fauna
Der See weist sowohl einheimische als auch eingeführte Fischarten auf, wie Karpfen, Rotfeder, Süßwasser-Schleimfisch, Gemeiner Sonnenbarsch, Schleie, Forellenbarsch und Aal. Andere Fischarten wie Hecht, Schwarzer Zwergwels and Goldfisch wurden im 19. Jahrhundert eingeführt, aber in vergangenen Untersuchungen wurden keine Exemplare dieser Arten mehr gefunden.

## Wassersport
Der Banyoles-See wurde als Austragungsort der Ruderwettbewerbe der Olympischen Sommerspiele 1992 in Barcelona und der Ruder-Weltmeisterschaften 2004 bekannt. Er ist auch ein beliebter Trainingsort für viele auswärtige, speziell englische Ruderer.
Am 8. Oktober 1998 sank ein Ausflugsboot mit 141 französischen Touristen auf dem Banyoles-See. Das Unglück forderte 22 Menschenleben und 38 Verletzte.